# Апий Вилий
Апий Вилий (Appius Villius) е политик на Римската република през 5 век пр.н.е.
Произлиза от плебейската фамилия Вилии (gens Villia).
През 449 пр.н.е. той е народен трибун заедно с още девет колеги и е в опозиция на децемвирата.
Неговите потомци са Луций Вилий (плебейски едил 213 пр.н.е.), Публий Вилий Тапул (консул 199 пр.н.е.), Луций Вилий Тапул (претор 199 пр.н.е. и управител на провинция Сардиния), Луций Вилий Аналис (народен трибун 180 пр.н.е.), Гай Вилий (политик, приятел на Тиберий Гракх 133 пр.н.е.).